# Orchesia rennelli
Orchesia rennelli là một loài bọ cánh cứng trong họ Melandryidae. Loài này được Gressitt & Samuelson miêu tả khoa học năm 1964.